# Faro di Fenerbahçe
Il Faro di Fenerbahçe (in turco Fenerbahçe Feneri), é un faro storico ancora in uso che si trova sulla costa settentrionale del Mar di Marmara nel quartiere di Fenerbahçe, nel distretto di Kadıköy a Istanbul, in Turchia.

## Storia
La storia di questo faro a Capo Fenerbahçe, che dà il nome al quartiere nel distretto di Kadıköy di Istanbul, risale al periodo bizantino. Qui c'era un tempio dedicato alla dea Hera, vicino ai due scogli chiamati Hera e Ireas. Su questi scogli venne costruita una torre antincendio. Documenti storici riportano spesso naufragi e danni causati dall'impatto delle navi con gli scogli del promontorio. Nelle fonti del periodo ottomano si legge che un faro venne eretto nel 1570 con il nome di "Bağçe-i fener".
In un editto datato Recep 969 (marzo 1562), il Sultano Solimano il Magnifico (r. 1520-1566) emanò un decreto in cui ordinava la creazione di un faro sugli scogli di Capo Kalamış, come veniva chiamata la località all'epoca:
In base a questo decreto, si evince che non esisteva un faro funzionante sull'allora Capo Kalemiç, che oggi è chiamato Capo Fenerbahçe, e che questo fu costruito per la prima volta durante il regno di Solimano il Magnifico.
Nel 1661 Eremya Çelebi Kömürciyan scrisse nel suo libro "Storia di Istanbul":
citando il faro di Fenerbahçe come un esempio di un nuovo faro.
Râşid, uno dei cronachisti del XVII secolo,  nella sua storia dell'anno 1720-1721 cita anch'esso questo faro come esempio di nuovo modello di fari.
Hüseyin Ayvansarayî, nella sua opera Hadîkatü'l-Cevâmi, menzionando questo luogo, scrive:
Nelle cronache del XVIII secolo si legge che il Gran Visir e i funzionari di stato venivano tenuti qui per un breve periodo prima di essere mandati in esilio. Nel 1707, Seyyid Firarî Hasan Pasha, visir della cupola di Ahmed III, fu strangolato nella sala del faro di Fenerbahçe, ai piedi della porta che conduce al faro; la sua testa fu tagliata e il suo corpo fu gettato in mare da qui. La testa mozzata fu prima portata a palazzo e poi gettata in mare da Sarayburnu.
Costruito nella forma attuale nel 1857, il faro sorge su una punta del Capo Fenerbahçe, vicino al lato orientale dell'ingresso del Bosforo. Il Faro di Fenerbahçe è stato teatro di molti eventi, tra cui esecuzioni. Durante l'occupazione di Costantinopoli, i soldati inglesi volevano salire sulla torre e Mediha Hanım (la guardiana del faro) e sua madre inseguirono i soldati ubriachi con un bastone. Il faro venne illuminato e decorato durante le celebrazioni del 10º anniversario della Repubblica. Durante la Seconda Guerra Mondiale, il cristallo della lanterna fu coperto da una tenda nera e oscurato.

## Descrizione

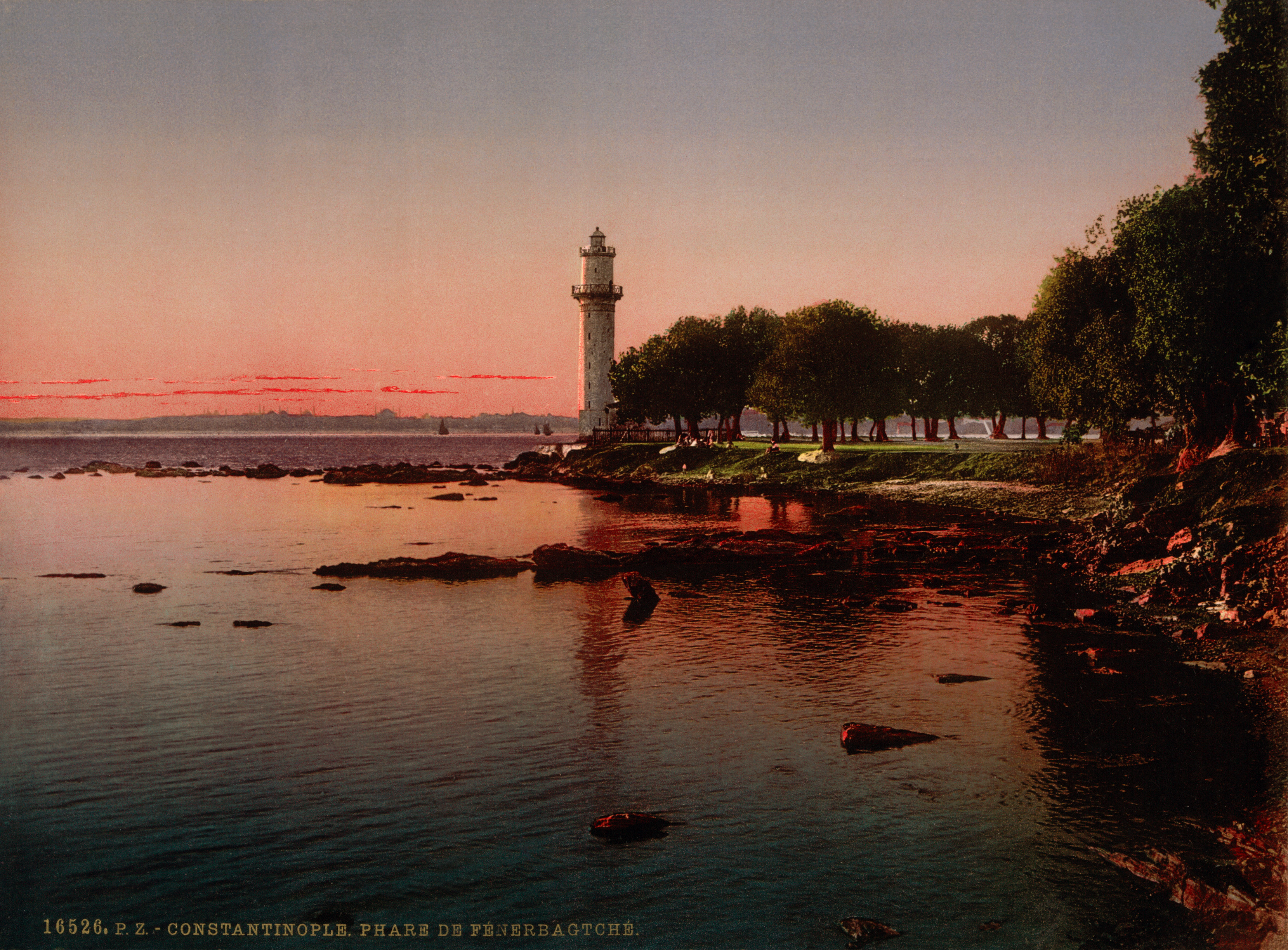
Il faro alla fine del 1800

La località di Fenerbahçe ha preso il nome dal faro (letteralmente: in turco "Fener" significa faro e "bahçe" giardino). L'edificio si trova a circa 1,5 km a sud di Kadıköy in un parco pubblico. La torre, alta 25 metri e di forma cilindrica, ha due ballatoi. Il faro è dipinto di bianco. Ad esso è annessa una casa del custode in muratura a un piano.
Inizialmente il faro era illuminato a cherosene, ma in seguito la sorgente luminosa fu sostituita da una luce di Dalén che utilizzava il carburo (gas acetilene). Attualmente l'impianto funziona a elettricità. La lanterna del faro ha una sorgente luminosa da 1.000 W. La luce lampeggia due volte ogni 12 secondi per una durata di 1,5 secondi in gruppo bianco attraverso un sistema di riflettori catadiottrici con lenti cilindriche con una lunghezza focale di 500 mm, ed è visibile a una distanza di 15 miglia nautiche (24 km). La sirena del faro suona ogni 60 secondi in caso di nebbia.
Il faro di Fenerbahçe è classificato in Turchia con il codice "TUR-021" e il suo nominativo radio è TC2FLH. È gestito e mantenuto dall'Autorità per la Sicurezza Costiera (in turco Kıyı Emniyeti Genel Müdürlüğü) del Ministero dei Trasporti e delle Comunicazioni.
Il faro e la casa del custode sono tutelati come patrimonio nazionale. Il sito è aperto al pubblico, ma la torre è chiusa.